# Prionosthenus descampsi
Prionosthenus descampsi is een rechtvleugelig insect uit de familie Pamphagidae. De wetenschappelijke naam van deze soort is voor het eerst geldig gepubliceerd in 2012 door Massa.